# Copa de Italia de Legadue
La Copa de Italia de Legadue (en italiano: Coppa Italia di Legadue) fue un torneo de baloncesto masculino de Italia. Fue instituido en 2005 y tuvo su última edición en 2013.

## Sistema de competición
En el torneo competían los primeros cuatro equipos clasificados al término de la primera vuelta del campeonato de Legadue. La competición estaba organizada por uno de los cuatro equipos, elegido previa candidatura.

## Palmarés
| Año     | Sede                      | Campeón             | Subcampeón            | Resultado | MVP             |
| 2005    | PalaDozza, Bolonia        | Upea Capo d'Orlando | Eurorida Scafati      | 94-83     | Rolando Howell  |
| 2006    | PalaSegest, Ferrara       | Eurorida Scafati    | Zarotti Imola         | 90-81     | B.J. McKie      |
| 2007    | PalaSojourner, Rieti      | Nuova AMG Rieti     | Carife Ferrara        | 71-61     | Marcus Melvin   |
| 2008    | PalaSegest, Ferrara       | Fileni Jesi         | Carife Ferrara        | 72-62     | Harold Jamison  |
| 2009    | PalaSomenzi, Cremona      | Prima Veroli        | Vanoli Soresina       | 79-68     | Kyle Hines      |
| 2010    | PalaSerradimigni, Sassari | Prima Veroli        | Enel Brindisi         | 68-58     | Jason Rowe      |
| 2010-11 | Sporting Palace, Novara   | Prima Veroli        | Aget Imola            | 81-67     | Jarrius Jackson |
| 2011-12 | Palaflorio, Bari          | Enel Brindisi       | Fileni BPA Jesi       | 77-74     | Jimmie Hunter   |
| 2012-13 | PalaTrento, Trento        | Bitumcalor Trento   | G. Tesi Group Pistoia | 84-76     | Davide Pascolo  |

## Títulos por club
| Club                          | Campeón | Años campeón     |
| ----------------------------- | ------- | ---------------- |
| Veroli Basket                 | 3       | 2009, 2010, 2011 |
| Aquila Basket Trento          | 1       | 2013             |
| New Basket Brindisi           | 1       | 2012             |
| Aurora Basket Jesi            | 1       | 2008             |
| Nuova Sebastiani Basket Rieti | 1       | 2007             |
| Scafati Basket                | 1       | 2006             |
| Orlandina Basket              | 1       | 2005             |